# 普韋布洛貝略
普韋布洛貝略是哥倫比亞的城鎮，位於該國東北部，由塞薩爾省負責管轄，距離首府巴耶杜帕爾75公里，始建於1997年，面積686平方公里，海拔高度1,200米，2005年人口13,450。

## 外部連結
- （西班牙文） Pueblo Bello official website
- （西班牙文） Government of Cesar - Pueblo Bello[永久]

10°25′N 73°35′W / 10.417°N 73.583°W